# Staří Maďaři

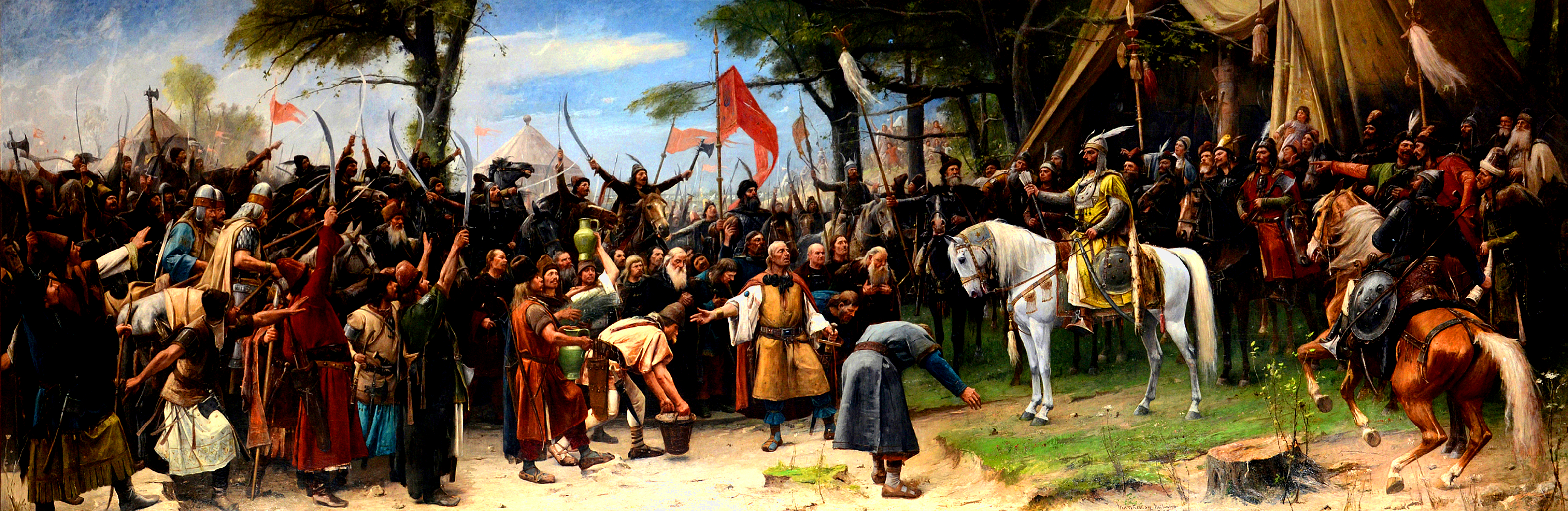
Dobytí Karpatské kotliny Maďary

Staří Maďaři, Uhři nebo také Pramaďaři jsou historická názvy pro kočovné Maďary s původní vlastí pravděpodobně v oblasti západních svahů Uralu a před jejich usazením v Karpatské kotlině, kam doputovali v podobě velkého kmenového svazu. 
V době 5.–7. století obývali staří Maďaři oblast mezi Černým a Kaspickým mořem. V 9. století opustil kmenový svaz Chazarskou říši a putoval dál na západ do Evropy. Po usídlení Maďarů v panónské kotlině se konfederace kmenů ustálila do pevnější podoby velkoknížectví. Zde postupně opouští od kočovného a nájezdnického způsobu života, později také přijímají křesťanství a vzniká stabilní Uherské království po vzoru západních říší.

## Kmenový svaz

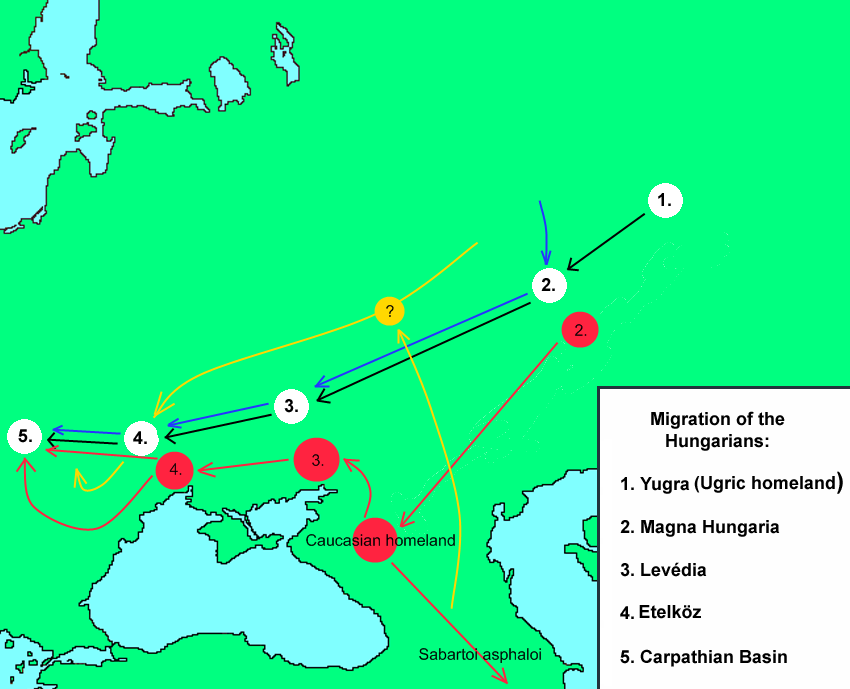
Migrace Maďarů do Evropy:
1. původní domovina
2. „Magna Hungaria“
3. Levédia
4. Etelköz
5. Karpatská kotlina

Kočovný kmenový svaz zvaný „Sedm Maďarů“ (Hétmagyar) byl tvořen sedmi kmeny, z nichž každý měl vlastního náčelníka, ale o vedení a moc nad svazem se dělili jen dva vládci v tzv. diarchii, prvním byl knížetem spíše sakrální funkce (zvaný kende či kündü), druhým byl „vojvodou“ (gyula) neboli vojevůdcem. 

## Původ

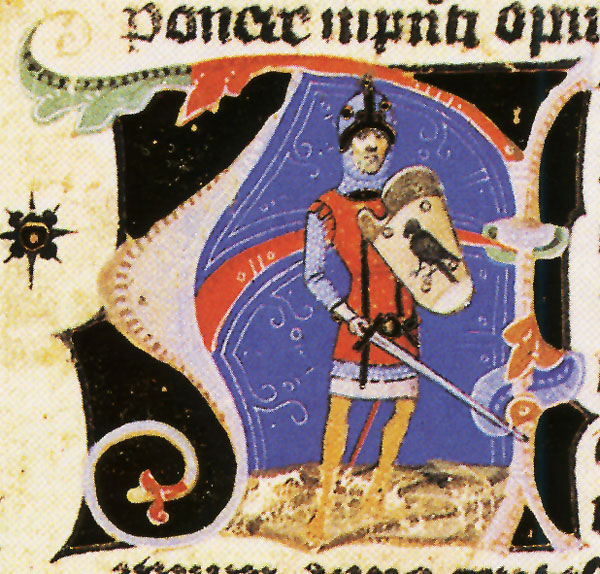
Náčelník Almoš, Chronicon Pictum, 1360

Nejbližšími příbuznými Maďarů jsou malé národy Mansi a Chanty, žijící na východ od Uralu na západní Sibiři u řeky Ob, kde mají vlastní autonomní oblast s centrem ve městě Chanty-Mansijsk.[zdroj?]
Prestiží motivované spekulace o údajné souvislosti Maďarů se Sumery a Huny většina vědců odmítá. Ve středověku si však často lidé omylem mysleli, že Maďaři jsou potomci Hunů nebo Avarů, protože měli stejný kočovnický a kořistnický způsob života.[zdroj?]
Po příchodu do panónské kotliny v počtu asi 100 000–250 000 osob se podle jednoho z jejich kmenů – Megyer/Meďer – začali nazývat Maďaři.[zdroj?]

## Jméno

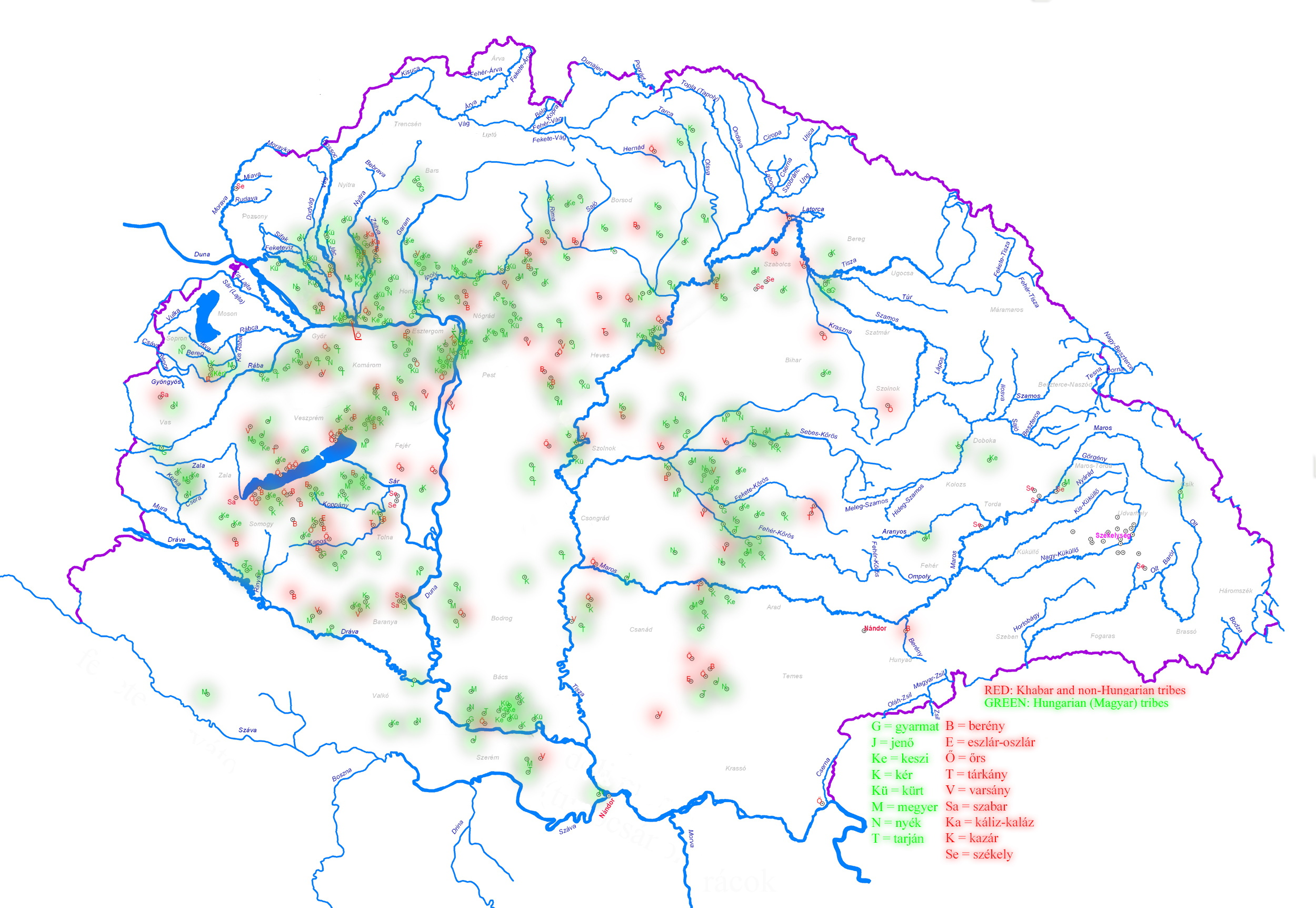
Mapa starých kmenových názvů v Maďarsku

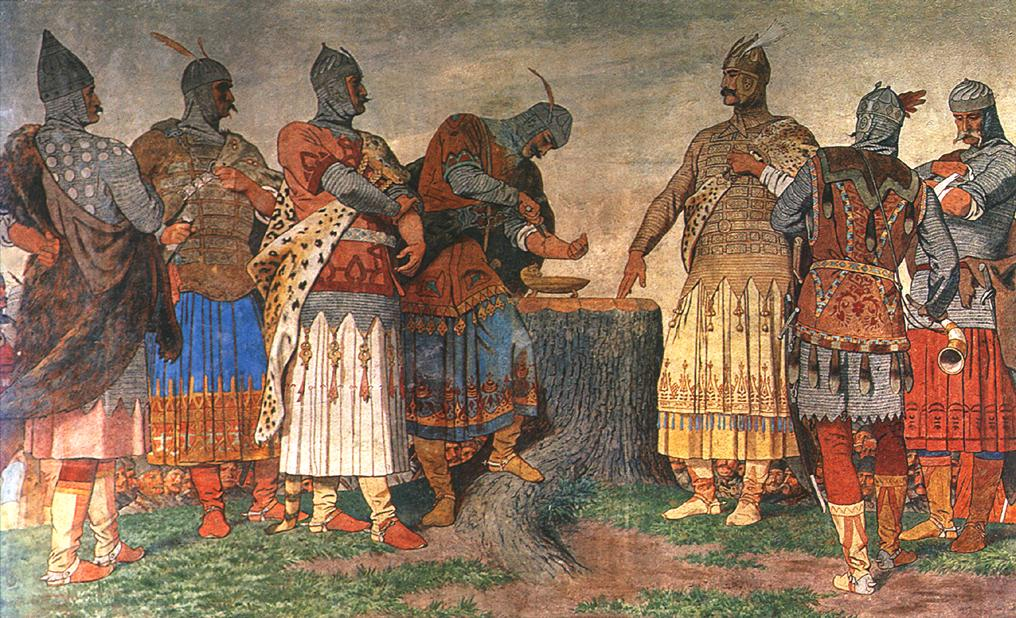
Krvavá přísaha starých Maďarů

Jméno Uhři pochází přes slovanskou zkomoleninu og(ъ)r- (bulharo-turkické Ogɘr/Ugɘr) z názvu bulharsko-avarského kmenového svazu Onogurů, což znamená "deset šípů ", přeneseně deset spojených kmenů. Počáteční H-na začátku slova v některých jazycích (lat. Hungarus, angl. Hungary, něm. (H)ungarn) vzniklo z uvedené záměny s Huny.[zdroj?]